# Pyramide à faces lisses

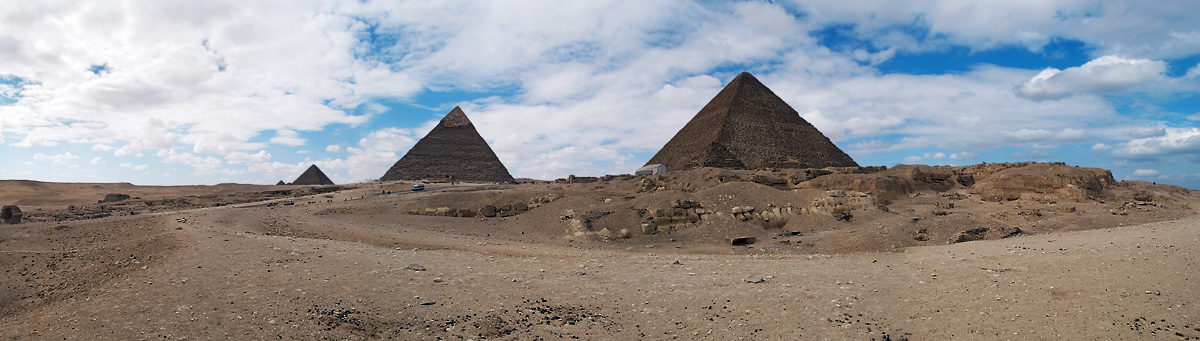
Pyramides de Gizeh

Alors que les premières pyramides d'Égypte étaient composées de degrés superposés, les architectes de la fin de la IIIe dynastie et du commencement de la IVe dynastie (vers −2600) ont perfectionné leurs techniques pour aboutir à des pyramides à faces lisses, dont les plus magnifiques représentantes sont les pyramides de Gizeh.
On considère les pyramides à faces lisses comme une évolution technique marquante dans l’architecture de l’Égypte ancienne.

## Signification religieuse d'une pyramide

### La pyramide, vecteur religieux
Dans la mythologie égyptienne, la vision héliopolitaine de la création est symbolisée par la colline émergeant de l'océan primordial. Cette butte primordiale, dont l'image est le benben, fit jaillir la première forme de vie sous la forme d'un lotus. Cette colline émergée représente donc la forme d'une vie nouvelle dont les tertres, les mastabas et les pyramides surmontaient la sépulture des défunts souverains afin de les amener à leur nouvelle existence. Le benben procurait la force régénératrice nécessaire à la réalisation de la renaissance spirituelle, l'union du ba avec le ka, l'apparition de l'akh. À partir de la fin de la IVe dynastie, les nouvelles convictions religieuses solidement établies entrainèrent une conception standardisée de l'infrastructure des pyramides. La chambre funéraire était aménagée à l'ouest de l'antichambre, le sarcophage étant placé à l'extrémité ouest de la chambre funéraire. Le mythe décrivait, le soir, l'entrée du soleil dans le monde souterrain, la Douât, où il fusionnait avec Osiris, afin de renaître à la vie. L'extrémité ouest de la chambre sépulcrale symbolisait cette entrée au monde souterrain. L'esprit du roi s'enfonçait dans la Douât, s'unissait à Osiris afin d'opérer sa renaissance. L'esprit revivifié du roi, l'akh, réapparaissait dans l'antichambre correspondant à l'akhet, l'aube. L'akh pouvait alors quitter la sépulture par le couloir d'entrée orienté vers l'hémisphère nord du ciel et rejoindre le royaume des morts, aidé en cela par le gigantesque escalier figuré par la pyramide. Cette symbolique explique que ces pyramides étaient construites en fonction de deux axes précis, l'un est-ouest suivant la course diurne du soleil, l'autre sud-nord suivant la ligne du Nil.
Simultanément, un second symbolisme se superpose au premier. Recouvertes d'un parement de calcaire blanchâtre poli qui renvoie les rayons du soleil, elles faisaient l'effet de véritables collines de lumière. Les théologiens comparaient leur forme triangulaire au faisceau de rayons que le soleil darde à travers les nuages et « virent en elle une pétrification de ces rayons bénéfiques assurant désormais la protection de la tombe du roi ». Ces pyramides symbolisaient ainsi des rayons de soleils pétrifiés faisant communiquer le Ciel et ses divinités avec la Terre.

### Les textes des pyramides
Pour la première fois, sous le règne d'Ounas, les Égyptiens inscrivirent des textes religieux sur les parois de l'antichambre et de la chambre funéraire, restant ainsi à la disposition du ka du roi. Ces textes consistent en formules d'offrandes, formules magiques et invocations permettant au souverain défunt d'accéder à la renaissance.

## Évolution des pyramides lisses
À partir de la fin de la IIIe dynastie et du commencement de la IVe dynastie, les architectes, constatant que les pyramides à degrés offraient certains inconvénients incompatibles avec le sentiment de pureté rituelle (elles se recouvraient de poussière de sable et de débris apportés par le vent, servaient de perchoir aux oiseaux qui souillaient ces monuments), les perfectionnent : l'architecture des pyramides égyptiennes prend un nouvel élan et, grâce à l'évolution des techniques, aboutit aux pyramides à faces lisses. La première est inaugurée par Snéfrou à Meïdoum. Il achève le monument que son prédécesseur avait probablement initié en opérant une transition audacieuse de la pyramide à degrés en une véritable pyramide classique, donnant ainsi à la forme du monument une beauté abstraite qui caractérisera tous les monuments du genre édifiés par la suite. Son angle d'inclinaison de 51°50'35, très proche de celle de la pyramide de Khéops, suggère que Meïdoum a servi de modèle à celle de Khéops reproduite par homothétie. Le symbolisme solaire y trouve un accomplissement jamais égalé, les faces lisses symbolisant les rayons solaires qui tombent sur la terre. Le complexe funéraire était désormais entièrement organisé autour de cette pointe dressée vers les cieux, et dont la blancheur du revêtement ajoutait à l'effet recherché d'allier le culte du roi à celui de l'astre diurne dont la théologie, à n'en pas douter, rayonnait déjà sur tout le pays.
L'ultime stade d'évolution des pyramides à faces lisses est à rechercher en Nubie et au Soudan, où les pharaons de Napata, puis de Méroé, édifièrent des monuments dont l'angle beaucoup plus raide leur donne un aspect plus aigu et deviendra d'ailleurs une caractéristique de cette civilisation de l'antique Soudan.

### La superstructure

#### Matériaux
Tout comme les précédentes pyramides à degrés, les pyramides lisses ont un parement en calcaire fin, matière relativement douce et facile à travailler, qui se brise suivant le plan de découpe impulsé par le tailleur de pierre.
De nos jours, la couche de parement extérieur lisse des deux grandes pyramides de Gizeh a presque entièrement disparu, celles-ci ayant servi de carrières pour la construction de la ville du Caire.
La pyramide de Mykérinos a la particularité de présenter un parement de granite rouge, non ravalé, mais bien conservé sur environ le quart de la hauteur.

#### Architecture

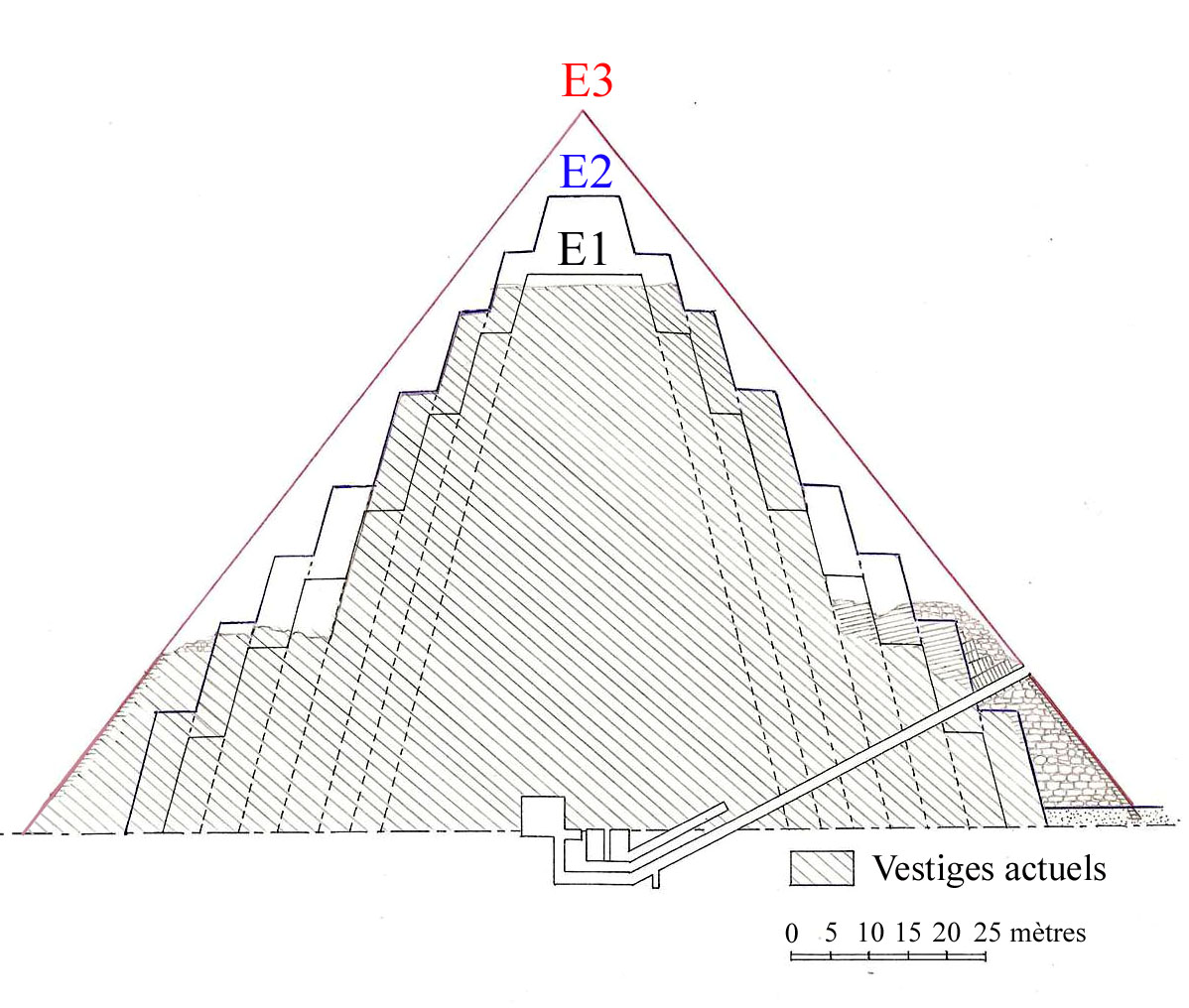
Superstructure de la pyramide de Meïdoum

Cette seconde révolution technologique et architecturale semble s'être mise en place sous le seul règne du premier souverain de la dynastie qui, outre le complexe de Meïdoum, fera bâtir en son nom propre deux autres pyramides colossales à Dahchour.
Si l'ordre de construction de ces derniers monuments reste encore discuté, l'architecture de leur superstructure révèle assez bien les recherches nécessaires qui ont permis d'aboutir à l'édification d'un monument stable et prévu pour durer l'éternité. C'est bien sûr avec Khéops et sa grande pyramide que ce but est atteint. Les projets qui suivront profiteront de toutes les avancées technologiques efficaces alors employées pour l'édification de ces monuments.
La construction en assises de lits déversés utilisés par les architectes des pyramides à degrés est abandonnée au profit d'assises régulières maçonnées et superposées horizontalement, dont les blocs voient leur taille se réduire à mesure que le monument se dressait. Il est postulé que ce choix architectonique est lié à la présence des chambres funéraires au sein même du monument.
Avec la IVe dynastie, la taille des pierres reste néanmoins cyclopéenne avec un poids dépassant le plus souvent les deux tonnes, ce qui force l'admiration pour les techniques de l'époque et continue à exciter les imaginations en donnant lieu à toutes sortes de théories et d'hypothèses pour déterminer les moyens dont les anciens Égyptiens se sont servis pour tailler, transporter, haler et ajuster ces millions de pierres en l'espace d'une centaine d'années.
Force est de constater, avec les nouvelles études faites sur les monuments de cette période, que ces gigantesques tombeaux combinaient plusieurs types de maçonnerie et profitaient souvent des caractéristiques du terrain choisi pour leur édification. L'aspect soigné de l'architecture semble avoir été réservé surtout à la maçonnerie située autour des appartements funéraires du roi, partie la plus sacrée de l'édifice, et également aux couches extérieures du monument, afin de lui assurer une grande stabilité dans sa forme géométrique. Les premières assises du parement sont, par exemple, encastrées dans le sol rocheux, ce qui interdisait tout glissement de la structure une fois l'édifice achevé.
D'autre part certaines pyramides sont conçues à partir d'un éperon rocheux nivelé et retaillé pour les besoins de la construction, servant de noyau et réduisant considérablement le volume restant à bâtir.
Avec la Ve dynastie et les pyramides d'Abousir et de Saqqarah, l'architecture de la superstructure des pyramides à faces lisses est mieux connue. Elle est d'ailleurs assez uniforme, ce qui dénote un aboutissement dans les méthodes de construction, qui suivront alors des étapes précises héritées des expériences menées par la dynastie précédente.
Le chantier débutait par le creusement d'une vaste excavation afin de contenir le dispositif désormais souterrain abritant le caveau royal recouvert et protégé par un dispositif de couverture de dalles monolithiques disposées en chevrons, puis le noyau de la pyramide était conçu comme une pyramide à plusieurs degrés qui s'élevait par-dessus cet ensemble souterrain. La chaussée qui montait de la vallée vers le chantier de la pyramide devait servir alors de voie de halage pratique pour les matériaux de construction, tandis que des rampes secondaires étaient placées sur les faces du noyau de la pyramide, afin de poursuivre son édification. Enfin des assises régulières de blocs de calcaire parachevaient le tout en une pyramide à faces lisses dont le parement de calcaire fin de Tourah assurait la cohérence de l'édifice, lui conférant la stabilité nécessaire et son aspect géométrique final, dont le pyramidion terminal était probablement sculpté dans un matériau différent, tel le granite par exemple. Cette pierre polie et recouverte d'une feuille d'or étincelait sous le soleil du désert et ainsi signalait chaque monument funéraire à l'horizon occidental de la vallée.
Cette conception de la pyramide n'évoluera guère au cours de toute la fin de l'Ancien Empire et c'est seulement avec la XIIe dynastie que la superstructure de l'édifice subira à nouveau une nouvelle révolution technique. Ces monuments seront alors bâtis selon une nouvelle méthode de construction dont l'architecture, si elle apparaît plus pauvre en qualité des matériaux, offre une résistance étonnante aux assauts du temps. En effet si le massif de la pyramide est désormais construit en brique crue, il comporte pour la première fois une armature de murs croisés de manière à répartir les charges. Les interstices laissés entre ces murs étaient comblés par un blocage constitué de débris divers renforcé par des assises horizontales de millions de briques crues recouvertes d'un parement de calcaire fin de Tourah.
Comme pour les pyramides précédentes, ce parement a été prélevé depuis longtemps pour construire d'autres monuments. Mais si pour les exemples de l'Ancien Empire, ce défaut nuit gravement à la stabilité d'ensemble de l'édifice, menaçant notamment l'infrastructure, la cohésion de l'édifice n'étant plus assurée, pour les pyramides du Moyen Empire il en va tout autrement grâce à l'architecture inventée.
Cependant, pour ces derniers cas, la qualité des matériaux résiste mal à l'érosion et a subi l'assaut des hommes qui, au début de l'histoire de l'égyptologie, n'hésitèrent pas à éventrer ces édifices afin de mettre au jour les infrastructures que l'on espérait alors encore intactes.

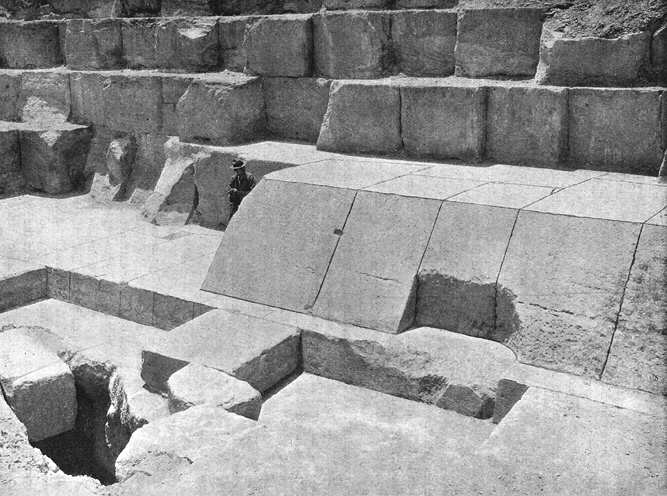
Blocs de parement de la pyramide de Khéops
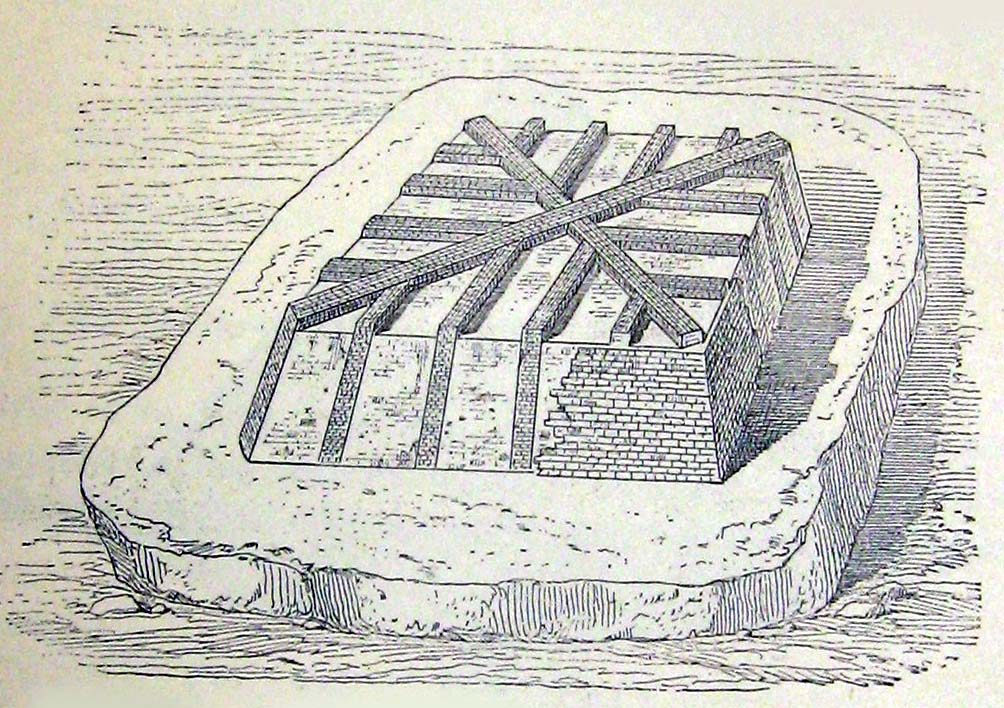
Maçonnerie armée de la pyramide de Sésostris II
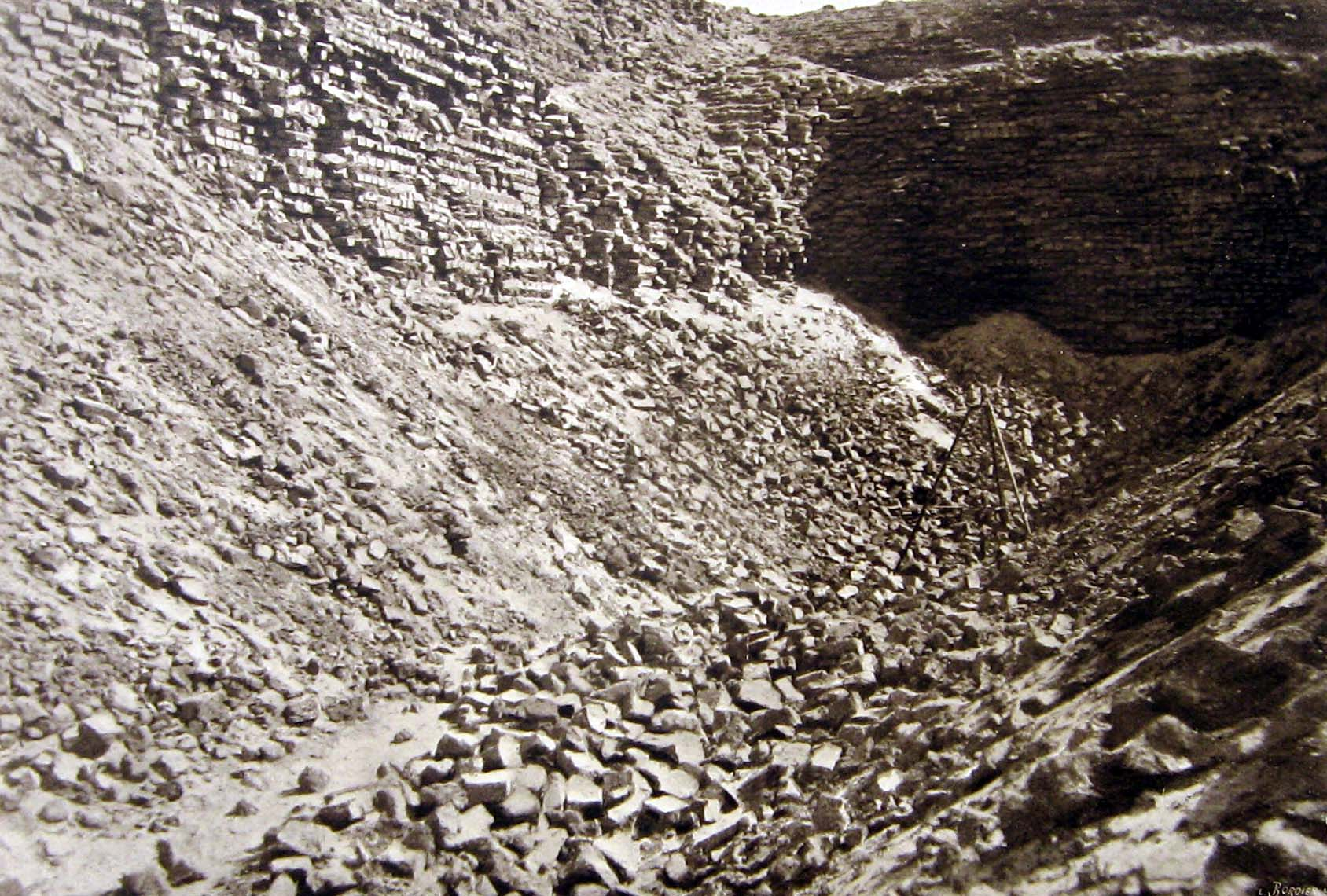
Intérieur du massif de la pyramide de Sésostris III

#### Propriétés géométriques et astronomiques

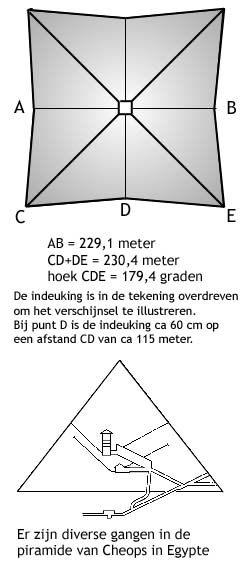
Creusement au niveau des apothèmes, schéma avec cotes

Il existe différentes formes de pyramides lisses, qui comportent toutes la caractéristique d'avoir un revêtement ou parement leur donnant un aspect géométrique presque parfait. Mais leur aspect diffère considérablement suivant l'angle donné à leur pente.
Les pyramides de Gizeh constituent certainement l'exemple le plus parfait, mais on peut également citer l'ensemble de Dahchour, où deux pyramides lisses furent édifiées par le roi Snéfrou, père de Khéops. L'une d'elles est communément appelée pyramide rhomboïdale, parce qu’elle comporte un changement d'angle à mi-hauteur. Cette modification intervenue en cours de chantier est probablement due à ce que le monument présentait déjà des signes d'affaissement, encore décelables dans sa distribution intérieure.
On imagine bien la difficulté de réaliser des pyramides lisses : elles ne souffrent que d'erreurs extrêmement minimes dans la conception et dans l'étude architecturale offrant à l'édifice une très grande stabilité, défiant les siècles. Il faut calculer les angles, les orientations, estimer la répartition des charges, la masse des blocs, leur disposition dans la pyramide en construction, à partir de l'angle initial.
Les premières grandes pyramides à faces lisses ont la propriété d'être orientées suivant les quatre points cardinaux. Le record de la précision est obtenue à la pyramide de Khéops avec une erreur maximale de trois minutes d'arc. Cette performance fut obtenue avec des moyens très rudimentaires. Le but à atteindre était de déterminer la direction du nord géographique. Pour ce faire, les Égyptiens visaient une étoile dans le nord et divisait l'angle formé par sa position au lever, la position de l'observateur et la position de l'astre au coucher. L'observateur, situé au centre d'un enclos circulaire, utilisait deux instruments de visée appelés le bay et le merkhet.
Une autre caractéristique étonnante des pyramides lisses (ou du moins, de la pyramide de Khéops, de la pyramide rouge, de la pyramide rhomboïdale et de la pyramide de Mykérinos), est que leurs faces ne sont pas absolument inscriptibles dans un plan : on constate un phénomène de concavité des assises au niveau des apothèmes. I.E.S. Edwards attribue celle-ci au fait que les lits de pierres sont légèrement déversés vers le centre de chaque assise, d'où la dépression.

### Les infrastructures
Véritable sanctuaire abritant la relique momifiée de Pharaon, les infrastructures des pyramides étaient les parties du complexe pyramidal qui recevaient l'architecture la plus soignée, les matériaux les plus résistants et les plus riches, les dispositifs de protection les plus aboutis.
Si, avec la IIIe dynastie, ces dispositifs internes semblent avoir été conçus comme une réplique funéraire du palais du roi, à dater de la fin de cette dynastie, et désormais pour toutes les pyramides qui seront construites par la suite, les infrastructures répondront alors à trois principes essentiels dans la conception funéraire des anciens Égyptiens. L'un symbolique et mythologique, traduit de manière éloquente par les textes des pyramides qui apparaissent à la fin de la Ve dynastie, ainsi que par l'orientation du couloir d'accès (pointant les étoiles du nord associées à Osiris) et de la chambre funéraire (orientée est-ouest suivant la course du dieu soleil Rê), l'autre technique, selon le choix des architectes de placer le caveau en dessous du monument pyramidal ou en son sein, enfin le dernier est évidemment lié à la protection de cette ultime demeure du souverain inhumé avec tous ses biens nécessaires à sa survie dans l'au-delà, et dont la richesse ne cessera d'exciter les convoitises depuis l'Antiquité jusqu'à nos jours.

#### Évolution générale chronologique de la distribution interne
Plusieurs systèmes différents de distribution interne des pyramides existent parallèlement et seront utilisés avec diverses fortunes selon les choix architecturaux pris pour la pyramide. Ces choix qui déterminent la complexité du chantier auront toujours pour but de rendre la sépulture royale plus sûre, ce qui conduira à l'invention de systèmes de protection de plus en plus élaborés, que ce soit contre le poids même du monument ou contre la convoitise des hommes et ce, dès l'Antiquité.
Hérité des tombes précédant l'Ancien Empire, le dispositif souterrain se retrouve d'abord dans les pyramides à degrés. Une galerie creusée dans le sol menait directement à la salle du sarcophage creusée au fond d'une grande fosse située en dessous de la pyramide. Ce dispositif était comblé selon diverses méthodes, une fois les cérémonies de l'enterrement achevées afin d'en rendre l'accès impossible.
C'est avec la pyramide de Meïdoum que pour la première fois le caveau royal est placé au cœur du massif de la pyramide. Dès ce moment, conscients des forces extraordinaires qui s'exercent autour de ces espaces laissés vides pour en permettre l'accès au moment des funérailles du roi, les architectes élaborent un système de décharge très poussé, à la fois en inventant la voûte en encorbellement protégeant la salle du sarcophage, mais également en doublant les couloirs et salles d'un même dispositif superposé, assurant ainsi une protection efficace à l'ensemble. On remarquera que c'est à dater de cette époque que l'orientation est-ouest de la chambre funéraire se fixe, le sarcophage étant placé à l'ouest. C'est également à la même époque, plus précisément sous le règne de Khéops, que les murs et plafonds sont conçus en granite rouge d'Assouan, dans un double objectif de solidité et de sécurité.
L'expérience sera poursuivie et perfectionnée pour les grandes pyramides du début de la IVe dynastie, d'abord à Dahchour par Snéfrou, puis à Gizeh par Khéops. La distribution interne de la Grande Pyramide est d'une complexité unique qui ne sera pas répétée par la suite.
En effet, avec Djédefrê à Abou Rawash, une solution radicalement différente est employée, les architectes préférant assurer l'intégrité du caveau par un nouveau type de dispositif souterrain protégé par une voûte en chevrons dont l'invention récente apparut sans doute comme le système le plus sûr. Une grande fosse, à laquelle on accédait par une descenderie, était creusée à ciel ouvert. Une fois le sarcophage installé au fond de cette fosse, on bâtissait les murs en granite de la chambre funéraire, de ses annexes et des corridors y menant. L'ensemble achevé, le reste de la fosse était comblé jusqu'à la surface de blocs de calcaire formant le noyau de la pyramide qui s'élevait par-dessus.
Si Khéphren et Mykérinos ne suivirent pas cet exemple, revenant à une distribution interne alliant le creusement de galerie et l'aménagement d'une partie du dispositif dans le massif de la pyramide, le modèle de la pyramide de Djédefrê sera pourtant repris à la dynastie suivante, à dater du règne d'Ouserkaf, puis pour toute la fin de l'Ancien Empire.
Le schéma sera presque identique à chaque fois. Une descenderie aménagée dans le sol de la face nord de la pyramide accède à un premier corridor dont le parcours est barré par une chambre des herses, puis mène droit à une antichambre qui distribue à l'est des magasins et à l'ouest le caveau funéraire.
Avec le Moyen Empire le système se perfectionnera, notamment avec la mise au point d'une protection du caveau réputée inviolable, en plaçant l'accès aux appartements funéraires sur d'autres faces de la pyramide et en développant le système de fermeture des couloirs par des herses ainsi que celui du sarcophage. Si le début de la XIIe dynastie voit se répéter des schémas de distributions internes classiques de l'Ancien Empire, des plans différents se succédant jusque la XIIIe dynastie font montre d'une recherche inédite depuis la IVe dynastie.

#### La chambre funéraire
La chambre funéraire représente la dernière demeure du souverain devenu un nouveau dieu, adoré à l'égal des cinq divinités principales du royaume dans son temple accolé à la pyramide.
Objectif ultime de l'édification de tout le complexe pyramidal elle verra son plan se fixer et ses dimensions évoluer à dater de la IVe dynastie et l'invention des pyramides à faces lisses. De plus c'est elle qui reçoit l'architecture la plus soignée, les matériaux les plus nobles de l'ensemble pyramidal.

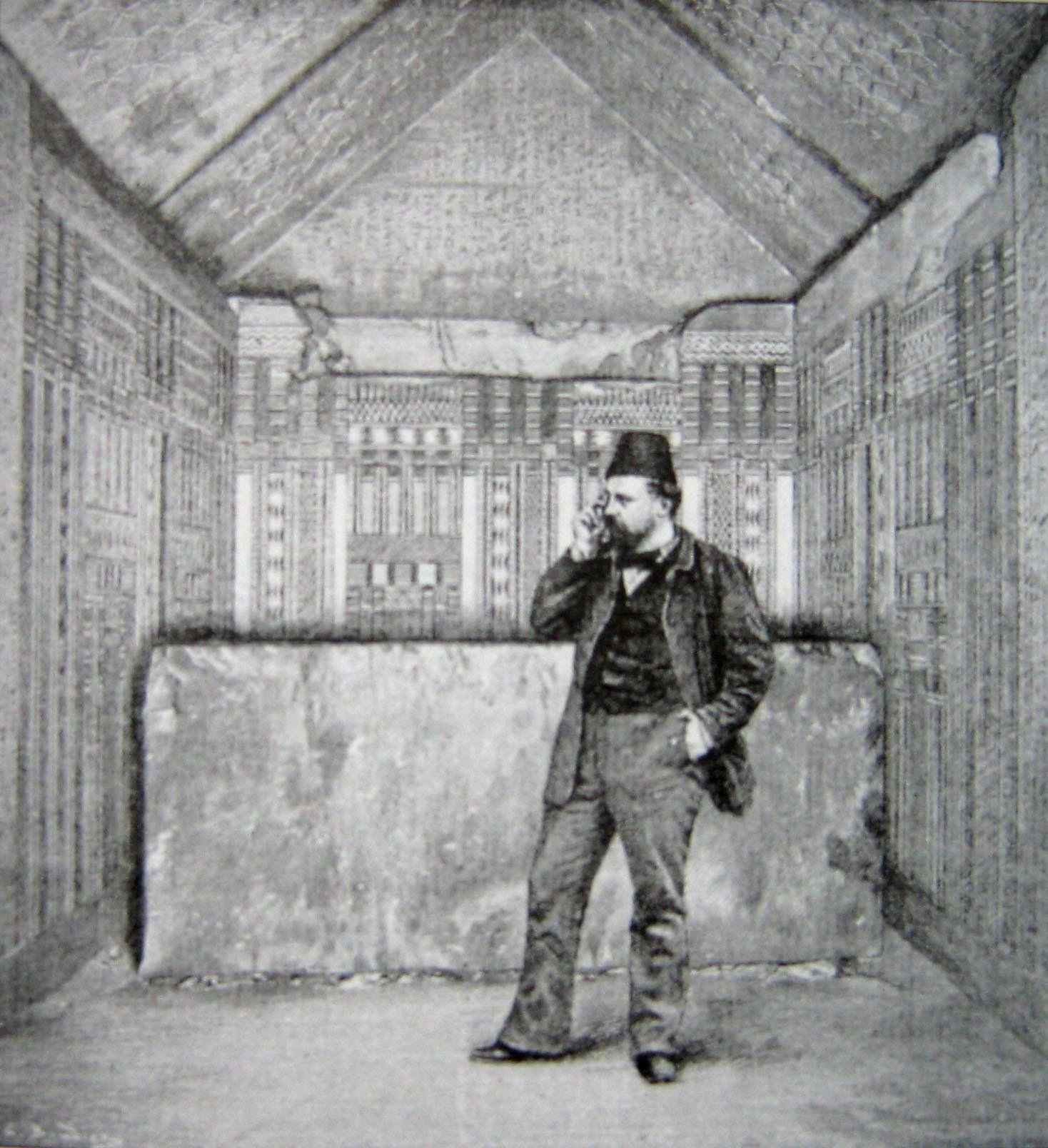
Chambre funéraire de la pyramide d'Ounas en 1881

Au début avec les règnes glorieux de la IVe dynastie la chambre funéraire est bâtie en granite, pierre réputée pour sa grande résistance et matériaux par excellence des grands projets des pharaons qui choisiront Gizeh ou Abou Rawash pour y installer leur complexe pyramidal.
Il apparaît très rapidement nécessaire de mettre au point une méthode efficace pour mettre à l'abri cette chambre funéraire de la masse extraordinaire qui la recouvrait et les architectes chercheront sans relâche à la rendre indestructible et inaccessible. Ils concentrent alors leurs efforts sur la mise au point de système de protection tant au niveau architectonique avec les voûtes en encorbellement ou en chevrons qu'en termes d'inviolabilité avec le perfectionnement du système de blocage des accès aux moyens de herses que l'on souhaitait suffisamment dissuasives pour détourner toute convoitise du trésor qu'elle enfermait.
Avec la Ve dynastie la chambre funéraire est littéralement enterrée en dessous de la pyramide, son accès par un unique couloir devenu souterrain est systématiquement protégé par un passage à une herse dont le nombre standard sera triplé à la dynastie suivante tout comme le plan même de la chambre funéraire précédée d'une antichambre distribuant d'autres pièces annexes. C'est à cette époque que la chambre funéraire reçoit pour la première fois, profondément gravés dans la pierre, les textes des pyramides. Ces longues colonnes de hiéroglyphes forment un corpus théologique très élaboré entièrement consacré à la résurrection du roi. Les dernières études réalisées ont révélé également leur lien étroit avec l'architecture même de la chambre funéraire et de l'antichambre qui la précédait démontrant non seulement que chaque élément de la tombe avait un rôle précis mais également que ces textes avaient été élaborés bien avant leur première apparition dans le caveau d'Ounas.
Avec la XIIe dynastie, dernière grande période de construction de pyramides à faces lisses, ces recherches s'accentuent, les pillages des nécropoles royales de l'Ancien Empire ayant déjà eu lieu et démontré la nécessité de rendre le caveau de plus en plus inaccessible quitte à rompre avec les principes immuables qui présidaient à son architecture. Ainsi non seulement l'accès à la chambre est modifié, mais afin de tromper les éventuels pillards à venir, de nombreux corridors et passages sont barrés par des herses ou bien dissimulés dans le sol d'une chambre surplombant la véritable chambre funéraire.
Ces efforts s'expliquent par la richesse du contenu de la chambre funéraire royale. Elle est littéralement habitée par le sarcophage royal accompagné de tout le viatique funéraire nécessaire et complémentaire. Ce mobilier à vocation prophylactique avait pour rôle essentiel de rendre efficace le retour de l'âme du roi dans un corps rendu inaltérable autant par les pratiques de momification qu'il subissait que par la symbolique religieuse, presque magique, qui l'entourait.
Si aucun mobilier royal que ce soit de l'Ancien ou du Moyen Empire n'a été découvert intact certaines découvertes de mobilier ou vestiges de viatiques funéraires contemporains, notamment de la famille royale, laissent imaginer avec quel faste Pharaon était accompagné dans son dernier voyage vers l'Occident et le royaume d'Osiris.
Pour l'Ancien Empire seule la cachette d'Hétep-Hérès Ire, la mère de Khéops, peut nous donner une idée du luxe qui entourait un personnage royal au début de la IVe dynastie. Cependant, le sarcophage de la reine ayant été découvert vide et le mobilier découvert à proximité ne devant représenter qu'une partie du viatique prévu initialement, l'élément principal de ce mobilier fait défaut pour cette époque.
Pour le Moyen Empire, les trésors découverts au XIXe siècle par Jacques de Morgan de la reine Méreret et des princesses Senet-senebetes, Menet et Sithator dans leurs tombes, illustrent les richesses enterrées à cette période avec les membres de la famille royale mais ne représentent qu'une infime partie des biens qui les entouraient nous livrant néanmoins un inestimable témoignage de la joaillerie de l'époque.
Enfin la chambre funéraire du pharaon Aouibrê Hor, que l'on hésite encore à situer entre la fin de la XIIe dynastie et la XIIIe dynastie, a été découverte presque intacte contenant la précieuse relique dans son sarcophage interne. Malgré une certaine modestie dans son contenu, liée probablement à la brièveté du règne et à la période de troubles dans lequel il s'inscrit, cette découverte représente la seule sépulture royale relativement complète de cette période où l'on inhumait Pharaon à l'ombre d'une pyramide.

#### Les corridors et chambres annexes
L'accès à la chambre funéraire se faisait depuis l'entrée de la pyramide au moyen de corridors soit aménagés et donc maçonnés dans le massif de la pyramide, soit creusés dans le plateau rocheux supportant le monument. Avec Snéfrou à Dahchour les corridors occupent une place importante qui se développera de manière unique et monumentale dans la distribution interne de la pyramide que Khéops fait construire à Gizeh, la grande galerie de sa pyramide pouvant être assimilée à un de ces éléments de communication vers la chambre funéraire du roi.
En général ces corridors étaient étroits et n'avaient pas d'autre vocation que de servir aux besoins de l'acheminement du sarcophage interne du roi et de son mobilier funéraire. Dans ces cas, ces corridors étaient obstrués au moyen de blocs bouchons ou de herses afin d'en rendre l'accès impossible après les funérailles.
D'autres couloirs existaient par ailleurs dans l'objectif de mettre en lien la chambre funéraire avec les annexes destinées à abriter le mobilier funéraire. Dans la mentalité religieuse des anciens égyptiens, il était essentiel que le défunt puisse avoir accès à ce mobilier destiné à l'accompagner dans sa vie dans l'au-delà. Il n'y avait donc aucun système de fermeture à ce niveau, le passage devant être libre afin de faciliter la communication entre la chambre funéraire et ces magasins.
L'état de dévastation de la pyramide de Djédefrê en Abou Rawash ne permet pas de se faire une idée claire de la distribution interne de ce monument et l’on connaît mieux celle de ses successeurs. Exception faite de la pyramide de Khéphren, dont la distribution interne est d'une simplicité singulière, le complexe de Mykérinos et celui de Chepseskaf offrent chacun un plan comprenant une série de magasins reliés à la chambre funéraire. Avec Ouserkaf, les annexes sont placées en amont de l'antichambre et du caveau royal, accessibles par un petit couloir placé après la chambre des herses qui barre l'accès depuis le corridor d'entrée de la pyramide.
Les pyramides qui lui succéderont en Abousir présentent toutes un plan homogène constitué d'un long corridor traversant une chambre munie d'une ou plusieurs herses menant directement à une antichambre qui donne accès à au caveau royal. Aucun magasin et autres annexes n'avaient été prévus pour ces pyramides.
Ce n'est qu'à la fin de la Ve dynastie que les annexes réapparaissent et que leur plan se standardise avec notamment la pyramide de Djedkarê Isési puis celle d'Ounas à Saqqarah. Le couloir d'accès une fois la chambre des herses dépassée mène à l'antichambre qui distribue sur son côté ouest la chambre funéraire et sur son côté est un dernier couloir menant à une série de magasins disposés en dents de peigne. Cette distribution sera systématiquement reproduite par les pharaons de la VIe dynastie. Si l'antichambre reçoit à cette époque les longues litanies des textes des pyramides à l'instar de la chambre funéraire, les magasins restent anépigraphes démontrant qu'ils n'occupaient alors aucun rôle rituel précis mais simplement celui d'entrepôt du mobilier funéraire.

#### Système de fermeture

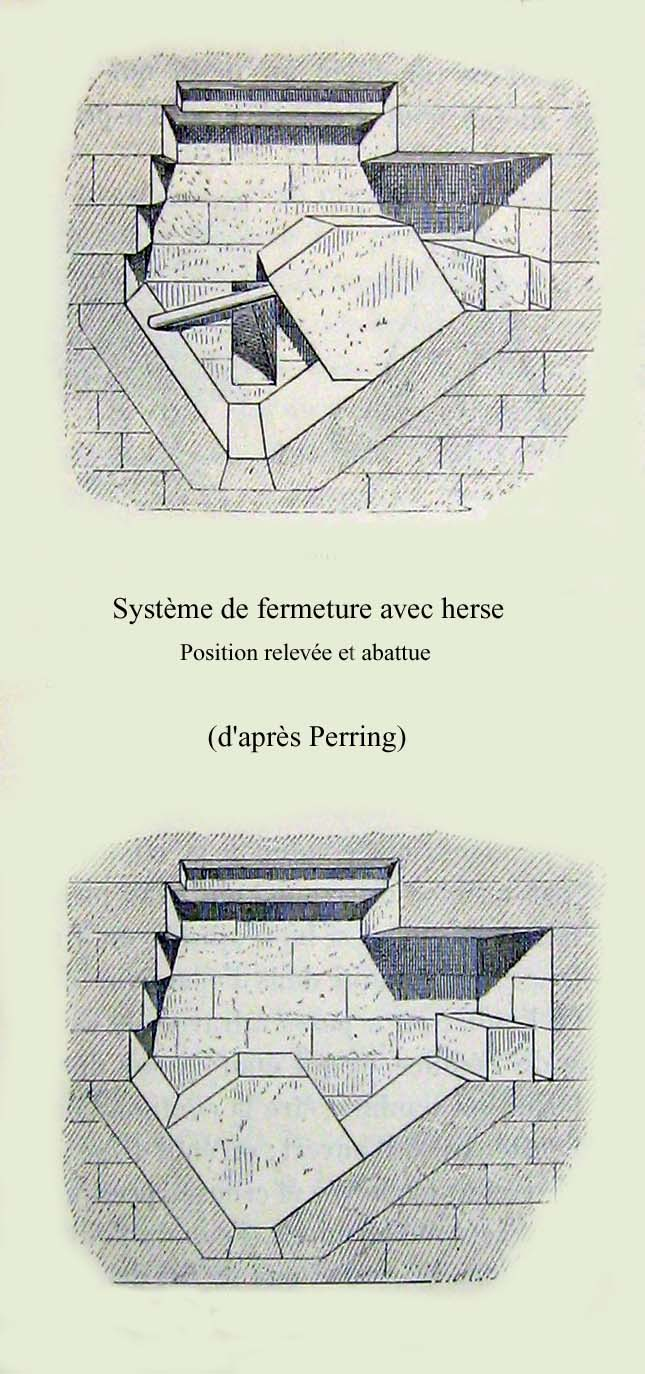
Système de fermeture avec herse de la pyramide rhomboïdale

Des systèmes visant à protéger les pyramides des violeurs de sépultures ont été inventés bien avant l'âge des pyramides, puisqu'on retrouve des herses dans nombre de mastabas de la période thinite. Ce sont sans doute ces premiers mécanismes archaïques qui inspireront les chambres à herse présentes dès la IVe dynastie. Imhotep opta pour la condamnation du caveau de Djéser par un gros bouchon de granite. Son caveau souterrain fut ensuite recouvert de centaines de mètres cubes de blocs de calcaire.
Nous ne connaissons rien des intentions des successeurs de Djéser durant la IIIe dynastie en matière de sécurité, aucun n'ayant pu achever leur édification.
Il est curieux de constater que les premières pyramides à faces lisses de la IVe dynastie laissèrent la voie entièrement libre aux profanateurs qui n'eurent à franchir qu'une simple « pierre amovible » (λίθον ἐξαιρέσιμον) située sur la face nord. Des violations répétées de tombeaux appartenant à la famille royale ont dû encourager Khéops et ses architectes à trouver des solutions nouvelles et efficaces afin de protéger la chambre funéraire. Les trois blocs bouchons de la grande pyramide, encore en place, représentent une de ces solutions. Celle-ci fut jugée insuffisante puisqu'elle fut renforcée plus haut par une chambre des herses (au nombre de trois), dotée à l'origine d'un mécanisme composé de rondins et de cordes et qui fut bien plus tard reproduite, toutefois améliorée et simplifiée. La pyramide de Khéphren marqua un bref retour à l'économie de moyens, puisqu'une seule herse en granite, de trente centimètres d'épaisseur seulement, bloquait l'accès aux appartements. Mykérinos reprit le modèle de la chambre des herses de Khéops, que l'on retrouve sous sa forme définitive chez son successeur Chepseskaf : trois herses coulissantes maintenues en suspension par de petits blocs placés latéralement. C'est ce système qui connut le plus grand succès puisque tous les pharaons de la VIe dynastie en doteront leurs tombeaux.
Le retour du tombeau à forme pyramidale, au début de la XIIe dynastie, marque une certaine maladresse et une inexpérience comblées par l'imitation de l'œuvre des ancêtres. C'est la solution la plus simple et la plus radicale qui fut opérée à Licht : les couloirs descendants, menant droit à la chambre funéraire furent comblés sur toute leur longueur de gros blocs de granite. Sésostris II jugea plus utile de camoufler l'entrée de l'infrastructure et de la situer ailleurs que sur la face nord. Par ailleurs, de même que son successeur Sésostris III, il en négligea la protection. Amenemhat III ne sécurisa pas non plus sa Pyramide de Dahchour, mais il changea de politique pour sa pyramide située à Hawara. Il reprit à son compte la très ancienne innovation des architectes de Snéfrou consistant à faire coulisser un énorme bloc sur un plan incliné afin de bloquer un passage.
À partir de ce règne, tous les pharaons doteront leur pyramide d'au moins deux chambres à herse coulissante. Mais en plus, ceux-ci doteront leur caveau du plus ingénieux des systèmes de condamnation. Taillé dans un énorme monolithe de quartzite (le plus lourd connu pesant plus de 150 tonnes), le caveau était recouvert de trois grandes dalles dont l'une restait suspendue jusqu'au jour des funérailles. Cette dalle reposait sur deux blocs de quartzite, chacun étant posé sur deux cavités remplies de sable. Il suffisait d'évacuer le sable par deux accès latéraux situés au fond de ces deux cavités afin d'abaisser la dalle suspendue et, de la sorte, condamner le caveau. Cette opération très délicate, basée sur l'utilisation du sable comme vecteur de construction, était de longue date parfaitement maîtrisée par les anciens Égyptiens. Le plus ancien caveau de ce type connu se trouve dans la pyramide d'Amenemhat III à Hawara.

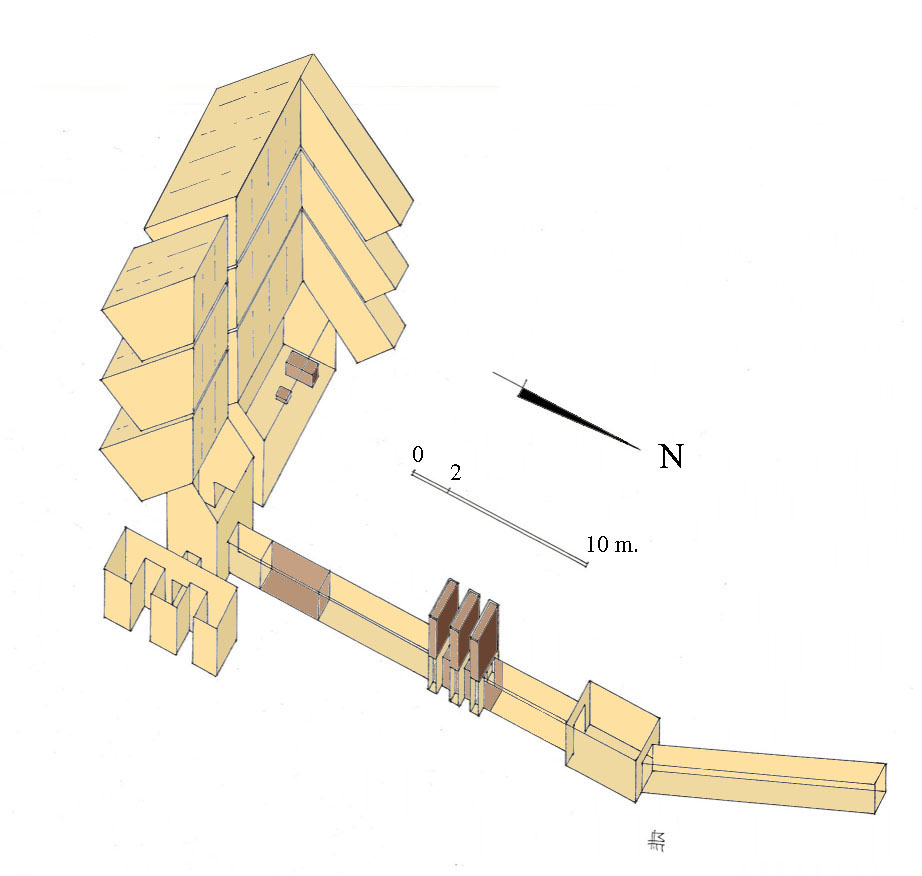
Les trois herses de la Pyramide de Djedkarê Isési
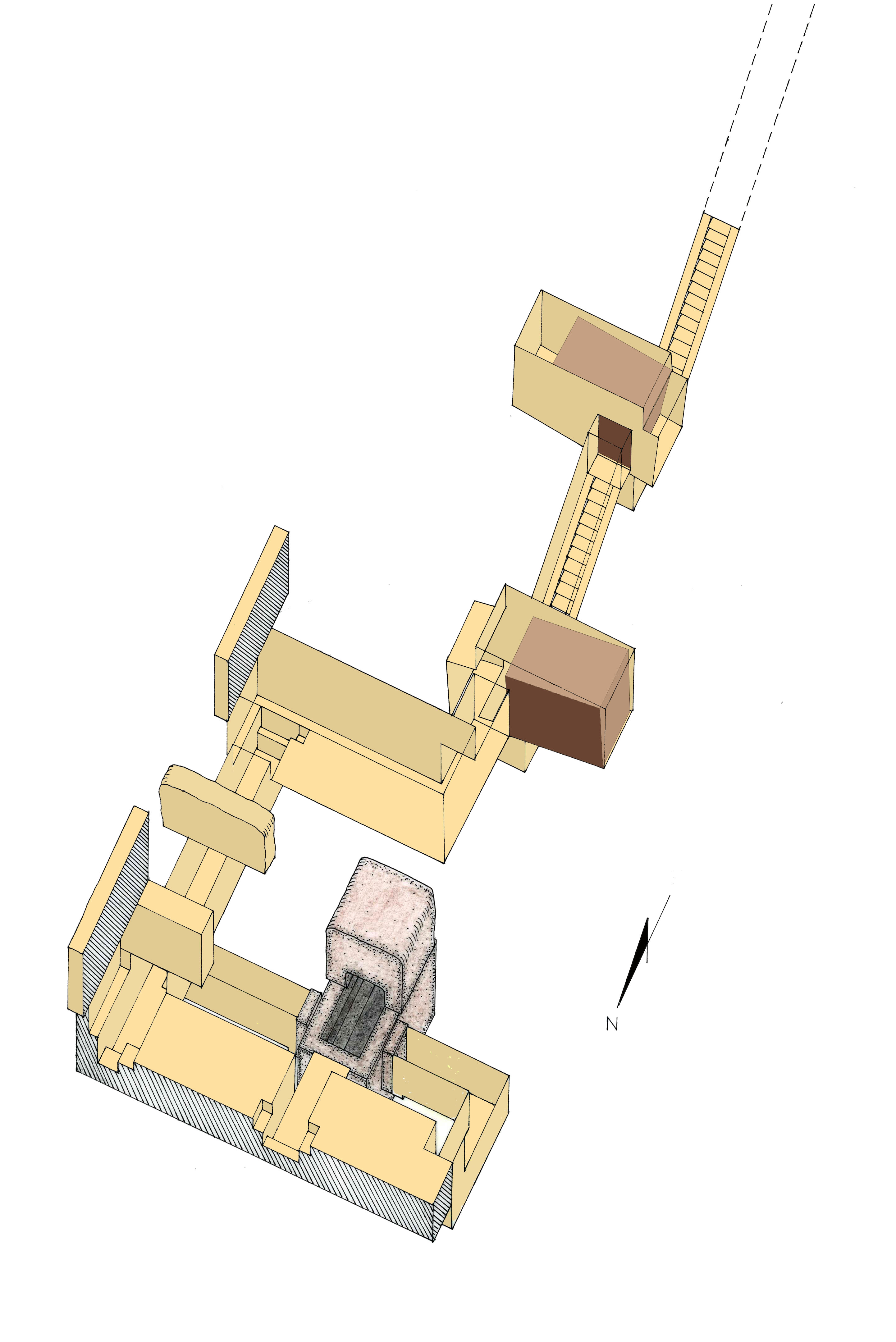
Système de fermeture avec herse de la Pyramide sud de Mazghouna Celui du haut est fermé, celui du bas ouvert
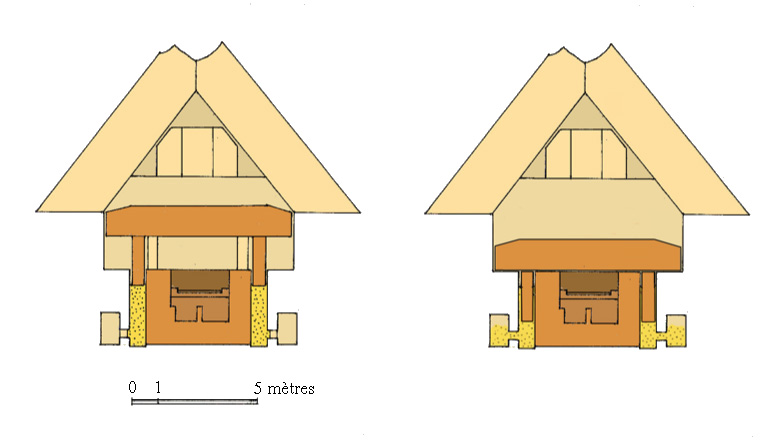
Procédé de fermeture du caveau de la pyramide inachevée de Saqqarah sud

#### Sarcophage
Le sarcophage se distingue, dans le langage courant, du cercueil, dans le sens où le premier est fait de pierre et le second de bois. En considérant cela, les sarcophages les plus anciens que l'on ait découverts dans une pyramide sont ceux du complexe funéraire de Djéser à Saqqarah. Au nombre de deux, ces sarcophages d'albâtre devaient contenir les corps de deux membres de la famille royale. La dépouille du roi fut sans aucun doute placée dans un cercueil (donc en bois), lui-même introduit dans le caveau de granite. Son successeur Sekhemkhet devait être inhumé dans le sarcophage d'albâtre gisant sous sa pyramide, mais cette dernière est restée inachevée. Curieusement, les trois grandes pyramides que l'on attribue à Snéfrou ne contiennent ni sarcophage, ni cercueil, ni fragment nous permettant de conclure qu'il fut bien enseveli dans l'une d'elles.
La pyramide de Khéops recèle toujours un sarcophage de granite. Son couvercle a disparu et son exécution n'est pas à la hauteur du monument qui le renferme. Celui de Khéphren, toujours muni de son couvercle et encastré dans le sol de la chambre funéraire, fut exécuté sur le même modèle et bénéficia d'une meilleure attention ou d'une plus grande expérience de la part de ses sculpteurs. Le prédécesseur (ou le successeur) de Khéphren, Nebkarê avait commandé un sarcophage d'une forme inhabituelle et unique dans les tombes royales égyptiennes, un sarcophage en granite de forme ovale et taillé dans un bloc monolithique du pavement de la chambre funéraire.
Le règne de Mykérinos marque un tournant dans cet art funéraire, jusque-là balbutiant. Le sarcophage de basalte fut pour la première fois orné, sculpté sur ses quatre faces d'un motif en façade de palais. Ce joyau décrit par leurs découvreurs John Shae Perring et Howard Vyse fut malheureusement perdu en mer, à la suite du naufrage du bateau qui l'emmenait en Angleterre. Chepseskaf suivra l'exemple de son prédécesseur.
Le successeur de ce dernier, Ouserkaf, marqua le retour à une certaine austérité avec l'abandon de l'ornementation. Elle réapparut sous une nouvelle forme lors du règne du premier pharaon de la VIe dynastie, Téti, dont la pyramide fut la deuxième pyramide à textes. Le sarcophage se trouva imprégné, à l'instar des parois de la chambre funéraire, des vertus magiques du texte gravé. Les caractères hiéroglyphiques étaient recouverts d'une mince pellicule d'or. Ici placé à l'intérieur de la cuve, le texte fut gravé sur les faces extérieures pour Mérenrê et ses successeurs jusqu'à Pépi II, dernier pharaon de l'Ancien Empire.
Les sarcophages du début du Moyen Empire sont du type décoré avec un motif de mur d'enceinte à redans, suivant le modèle des enceintes de la IIIe dynastie. À partir d'Amenemhat III, le sarcophage est difficilement dissociable de la chambre funéraire, puisque cette dernière ne se limite plus qu'à une énorme cuve monolithique. La cuve est évidée de manière que le sarcophage et la caisse à canopes soient intégrées à celle-ci, les couvercles restant les seules pièces amovibles de cet ensemble.
Jusqu'à la XIIIe dynastie, quelques pyramides contiendront encore des sarcophages, mais de conception plus modeste et plus classique, sans ornementation, signe du déclin de la société égyptienne.

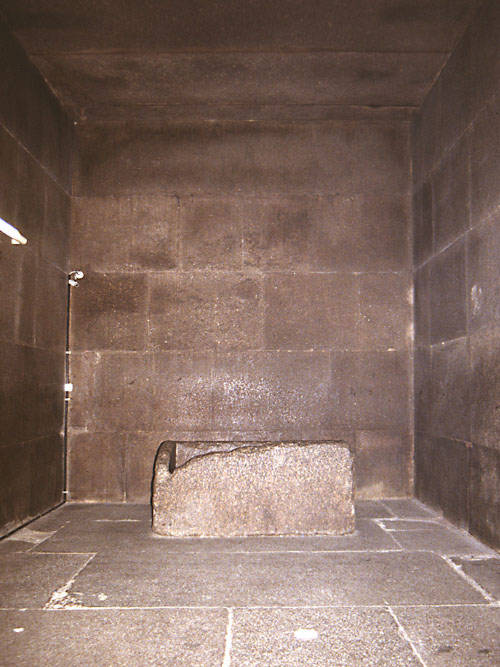
Sarcophage de la pyramide de Khéops
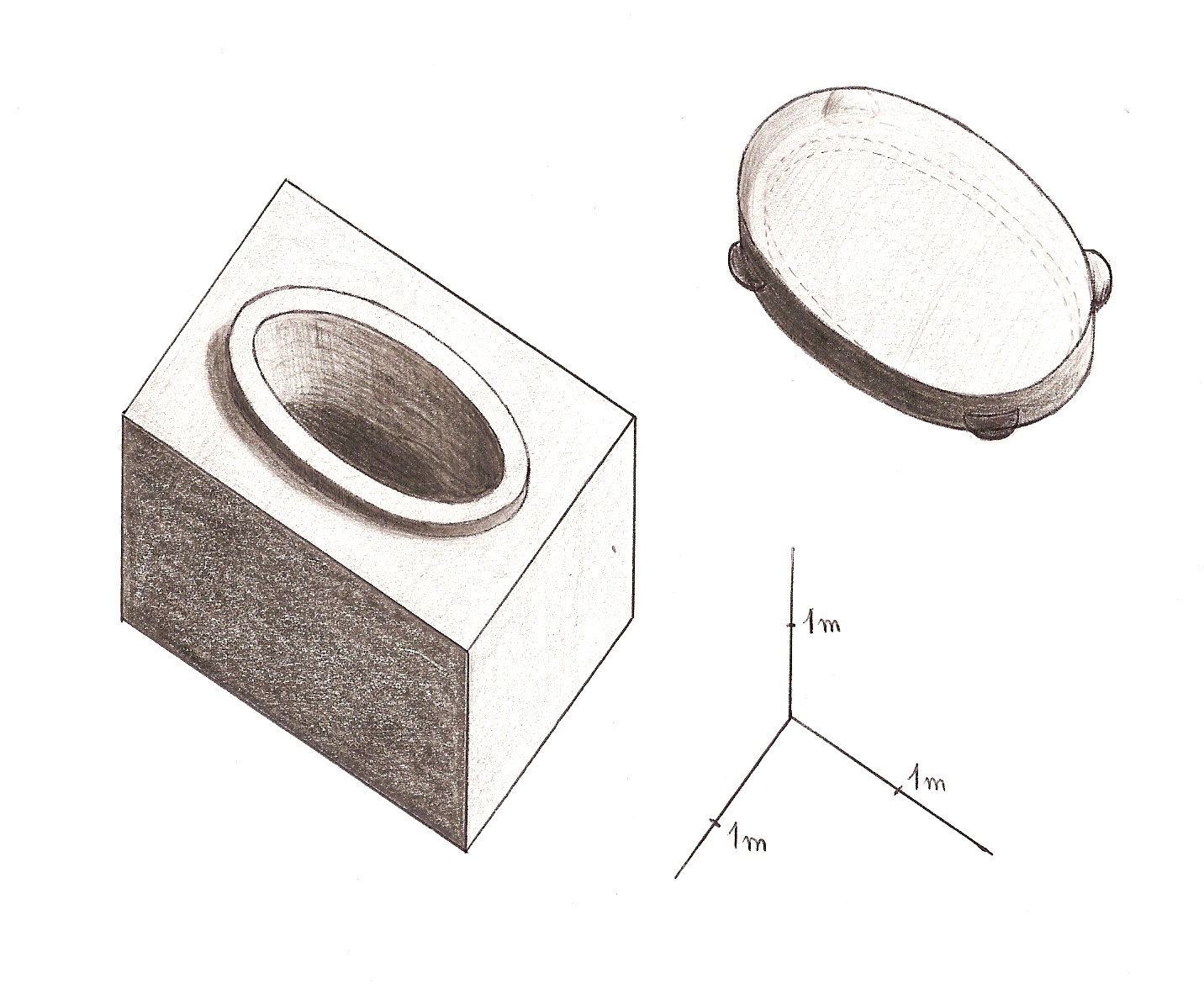
Sarcophage ovale de la grande excavation
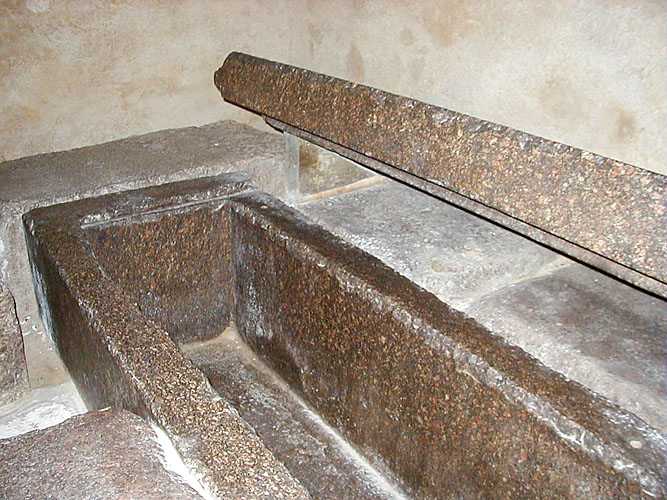
Sarcophage de la pyramide de Khéphren
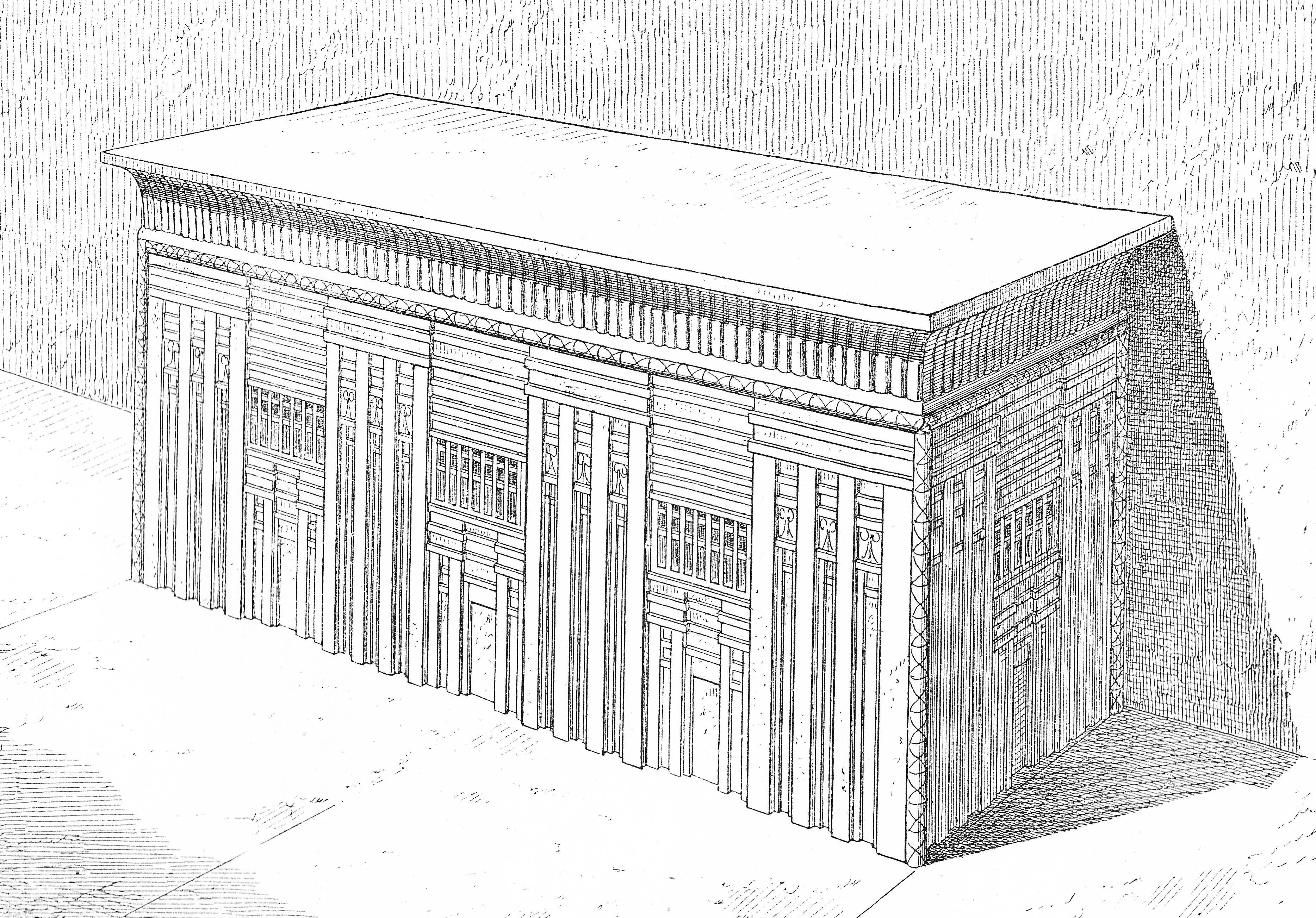
Sarcophage de la pyramide de Mykérinos
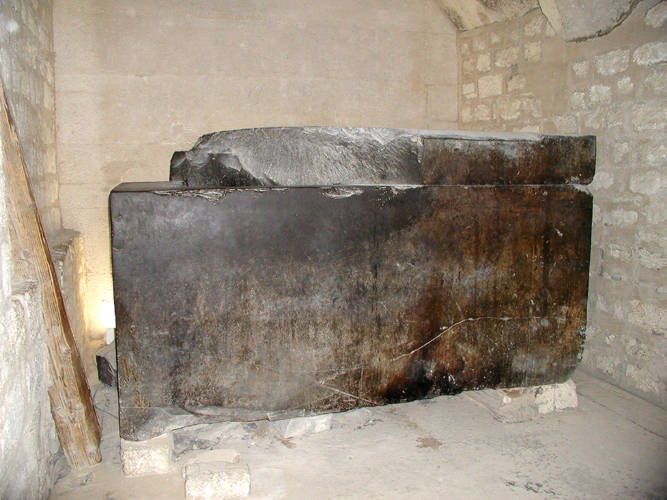
Sarcophage de la pyramide de Téti
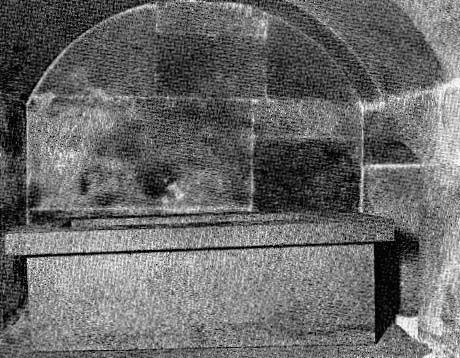
Sarcophage de la pyramide de Sésostris II
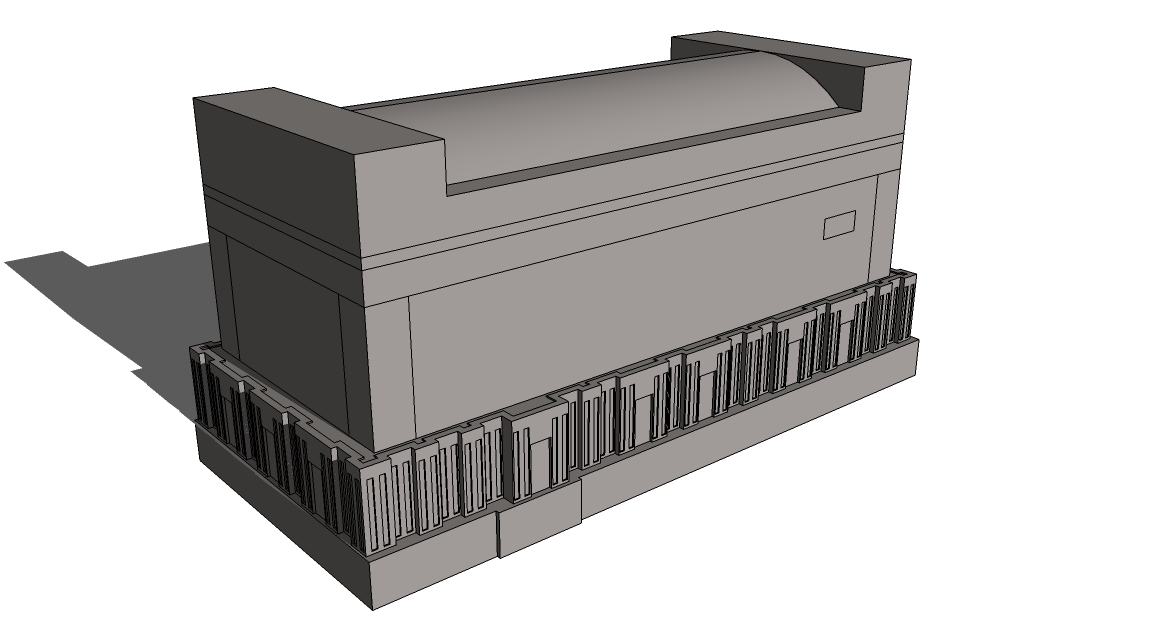
Sarcophage de la pyramide d'Amenemhat III

#### Les voûtes
Afin de protéger les appartements funéraires et les couloirs d'accès de l'énorme masse que représentait la maçonnerie de la pyramide, les architectes de l'ancienne Égypte ont dû transposer dans la pierre un art déjà très ancien remontant à la Ire dynastie. L'art de la voûte ne fut donc pas inventé sous l'Ancien Empire, mais il connut à cette époque des progrès considérables. C'est sans doute l'aspect technique (et encore visible) le plus impressionnant. En effet, à Abousir, la pyramide de Sahourê contient une voûte composée de blocs de calcaire pesant plus d'une centaine de tonnes.
Trois types de voûtes furent mis en œuvre : la voûte en encorbellement (ou en tas de charge), la voûte en chevrons en pierre, et enfin la voûte en berceau en briques.
La première pyramide à se doter d'une voûte est la pyramide de Meïdoum. La chambre funéraire, les deux antichambres, ainsi qu'une partie du couloir descendant, sont couvertes chacune d'une voûte en encorbellement, s'inspirant ainsi des premières de ce type composées en briques dans plusieurs tombeaux de la période thinite. Le parallèle a déjà été fait entre l'escalier symbolisé par la pyramide et la forme de la voûte en encorbellement représentant en quelque sorte une pyramide vue de l'intérieur. Cependant, rien ne permet d'affirmer que les constructeurs avaient cette intention et, de plus, cette technique est bien antérieure aux pyramides.
L'architecte Gilles Dormion a constaté que la voûte était préconisée pour protéger tout volume dont la largeur dépassait deux coudées. Les architectes de Snéfrou perfectionnèrent ce procédé délicat à mettre en œuvre, puisque la qualité du système repose sur l'agencement très précis des blocs constituant les parois. Ainsi, dans la pyramide rhomboïdale, les voûtes sont en encorbellement sur quatre faces. La technique fut parfaitement maîtrisée à la pyramide rouge, puis à la pyramide de Khéops, protégeant dans celle-ci la niche de la chambre de la reine et la grande galerie, une des grandes merveilles architecturales de l'Ancien Empire. Ce fut la dernière utilisation de cette technique. La raison de cet abandon est sans doute double : tout d'abord la grande difficulté de mise en œuvre, ensuite l'apparition d'une nouvelle technique de couverture, la voûte en chevrons de pierre.
La voûte en chevrons a deux versants opposés constitués d'éléments en forme de V renversé. La plus ancienne connue protège l'entrée de la grande pyramide. Elle forme également le toit de la chambre de la reine et de la cinquième chambre de décharge (dite de Campbell). Alliée, exceptionnellement dans cette pyramide, à la voûte en encorbellement, elle la supplante définitivement dans les pyramides postérieures à la grande. Son utilisation fut généralisée dans les pyramides principales jusqu'à la fin du Moyen Empire : seule une pyramide de reine bénéficia de cette technique, la pyramide du complexe funéraire d'Ouserkaf.
Durant les Ve et VIe dynasties, les voûtes en chevrons furent automatiquement triplées avec des blocs monolithiques de calcaire dont la taille pouvait atteindre dix mètres de long sur trois mètres de large et 4,50 mètres de hauteur. Cette technique a connu de nombreuses variantes, bien que techniquement et physiquement son principe restât le même. L'intrados de la voûte (ou versants inférieurs) fut peint dans la pyramide de Khéphren. Il fut sculpté, pour la première fois dans la pyramide de Mykérinos, de manière à lui donner un aspect curviligne. Chepseskaf en fit de même dans son mastaba. La voûte en chevrons à intrados curviligne ne fit sa réapparition que bien plus tard, au Moyen Empire dans la pyramide de Sésostris II.
Les voûtes des pyramides à textes comportèrent, sur leurs versants inférieurs, un décor présentant des étoiles à cinq branches, gravées en creux, et peintes en bleu sur fond ocre-jaune dans le cas de la pyramide d'Ounas.
Les pyramides du Moyen Empire comportent toutes des voûtes en chevrons sur une seule couche, mais renforcée par un épais linteau donnant au plan d'ensemble la forme d'un A. Le record du nombre de voûtes utilisées appartient à la pyramide d'Amenemhat III située à Dahchour puisqu'elle en comporte dix-sept.
La voûte en berceau en briques avait pour seule fonction de répartir les charges du massif d'une pyramide, représentant un second système de soutien à la voûte en chevrons. Elle fut surtout utilisée au Moyen Empire.

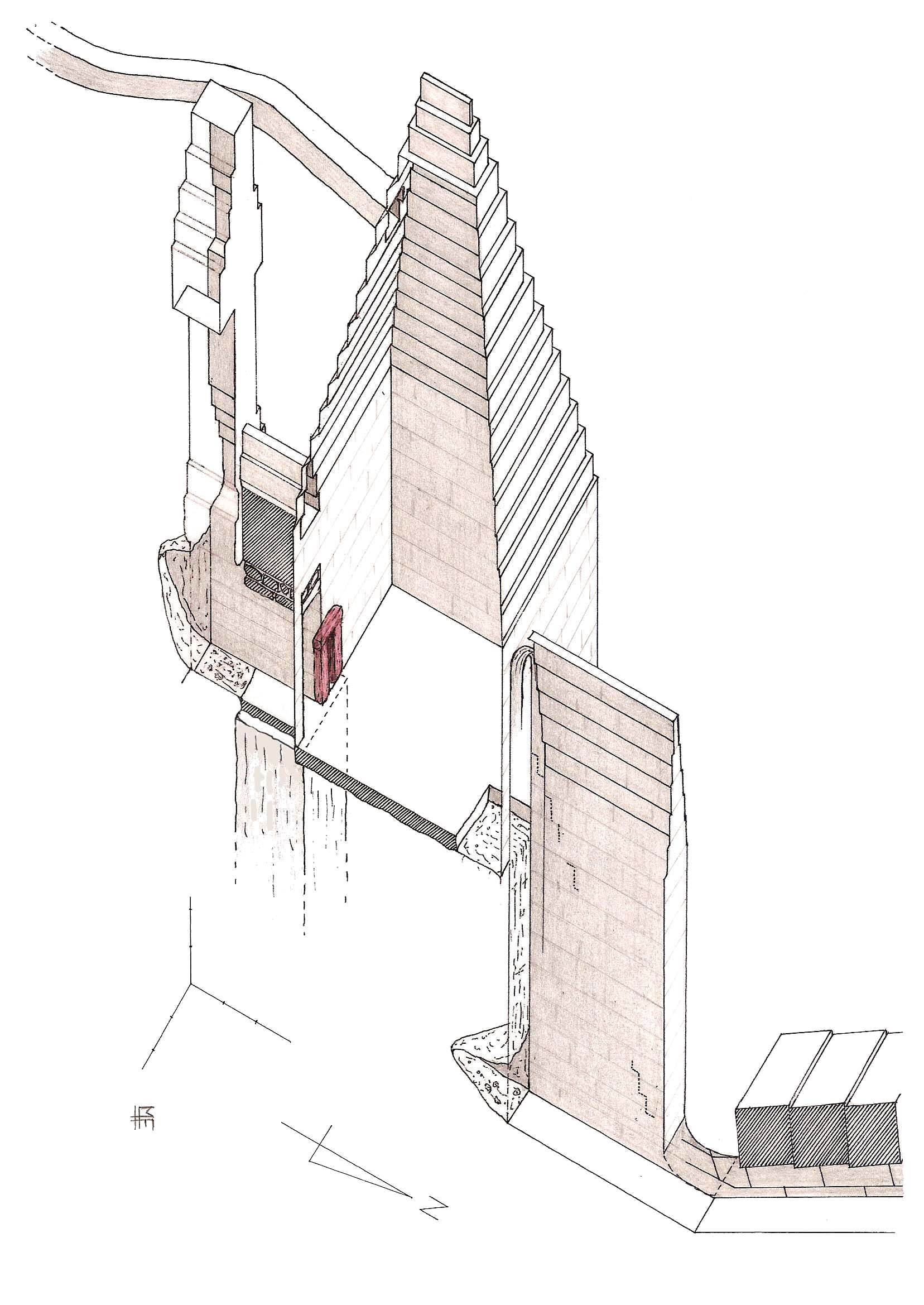
Voûtes en encorbellement de la pyramide rhomboïdale
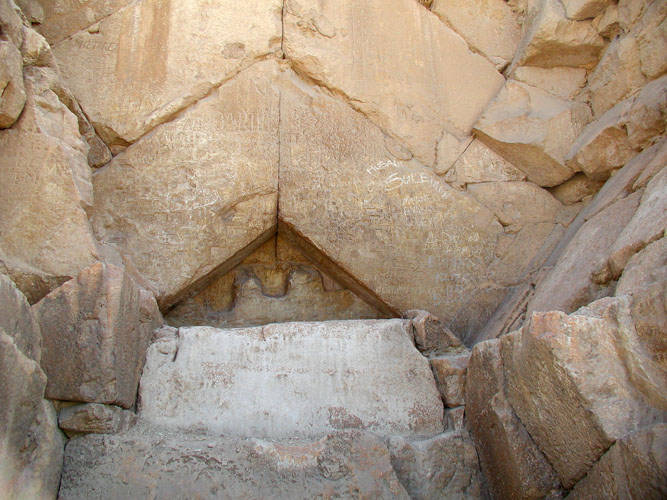
Voûtes en chevrons situées sur l'entrée de la pyramide de Khéops
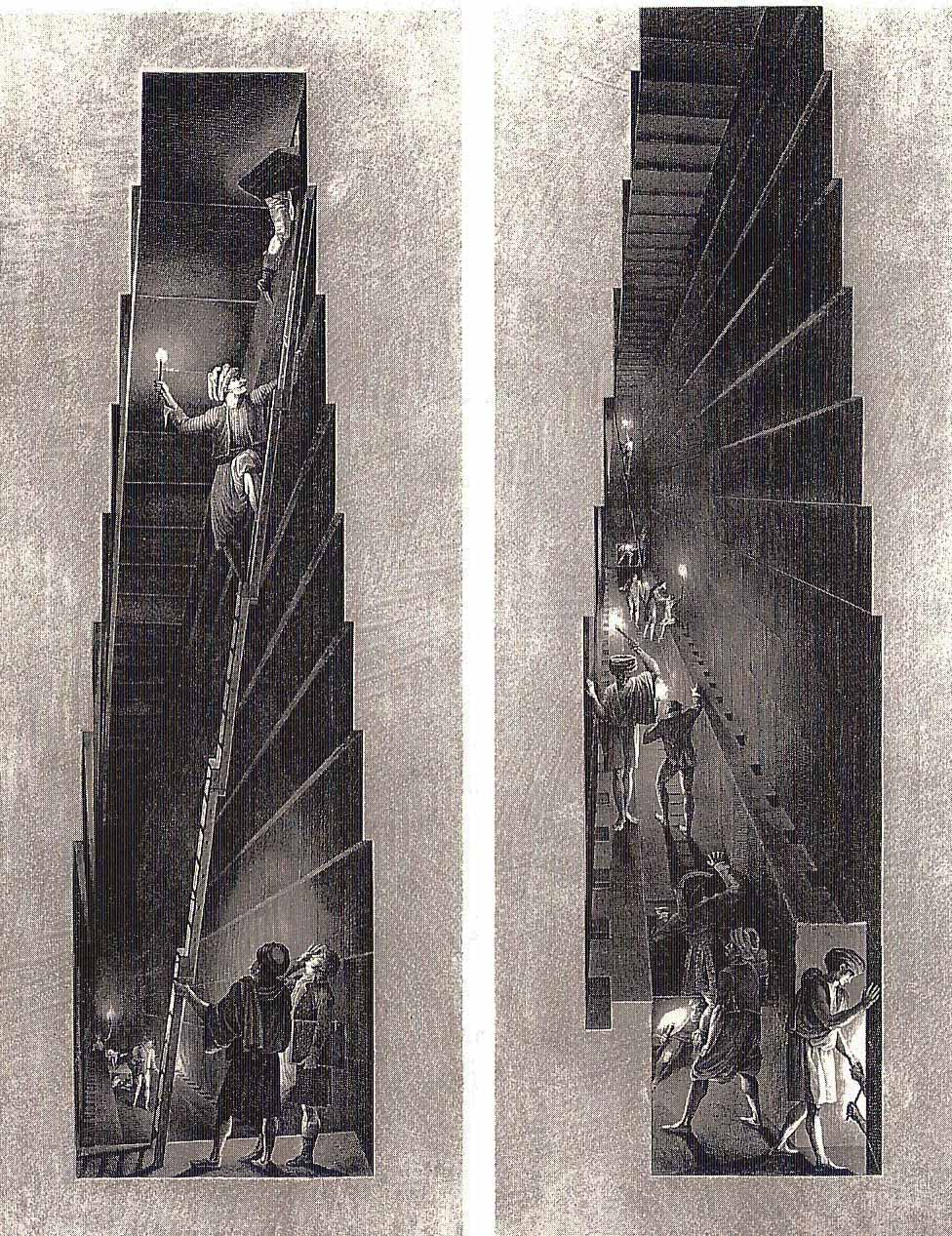
Voûtes en encorbellement de la grande galerie pyramide de Khéops
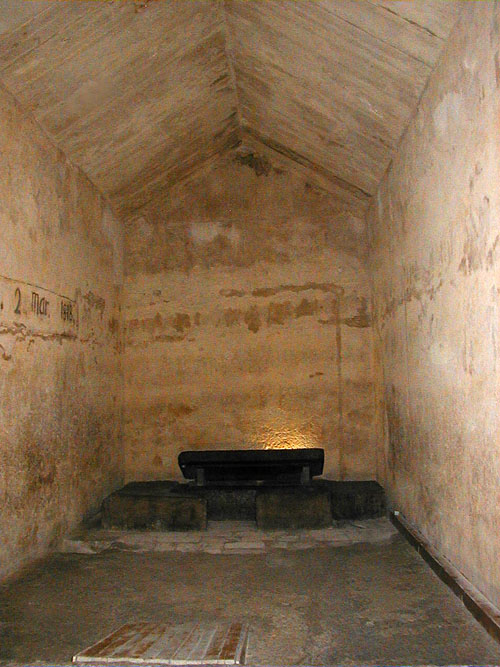
Vue de l'intrados de la voûte en chevrons de la chambre funéraire pyramide de Khéphren
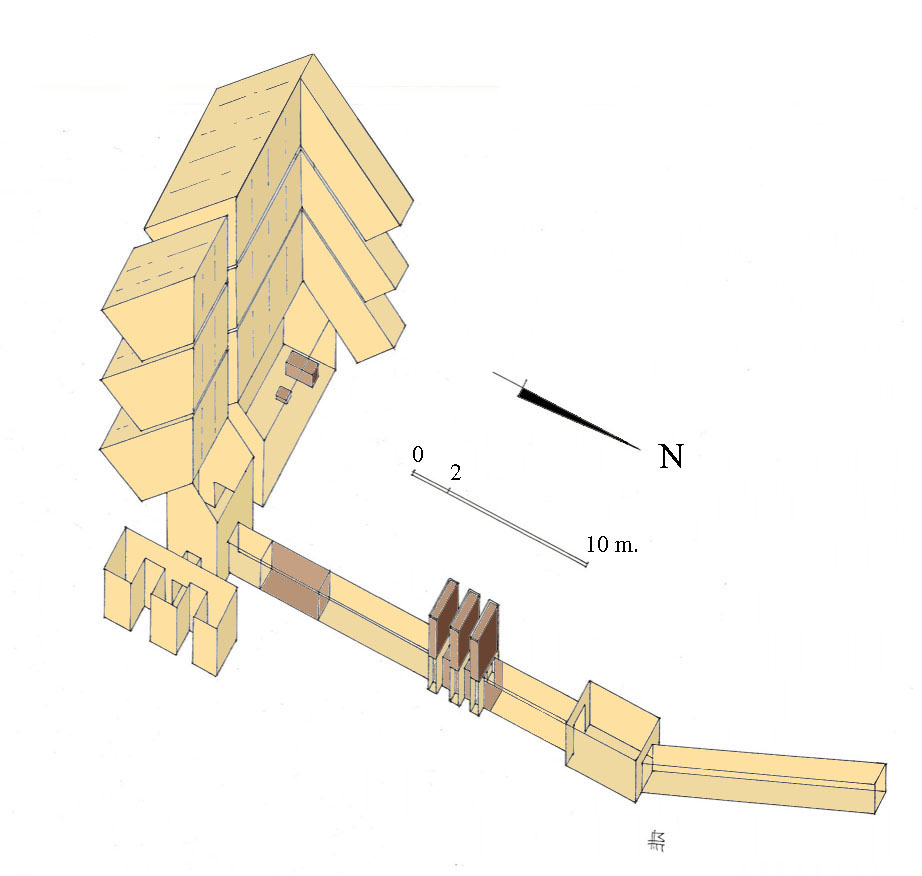
Voûtes en chevrons en V disposées sur trois couches Pyramide de Djedkarê Isési
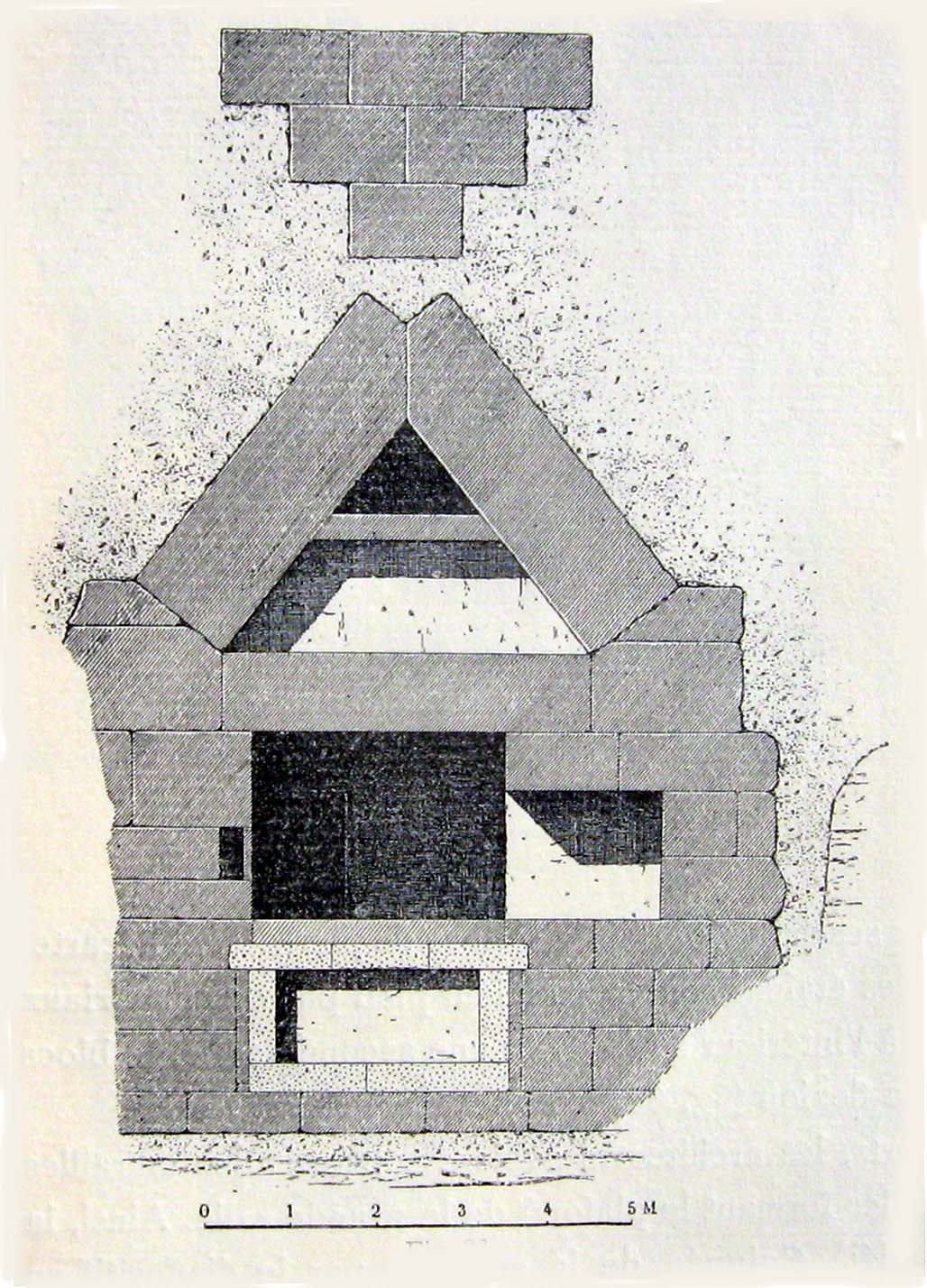
Coupe d'une voûte en chevrons en A dans la pyramide d'Amenemhat Ier
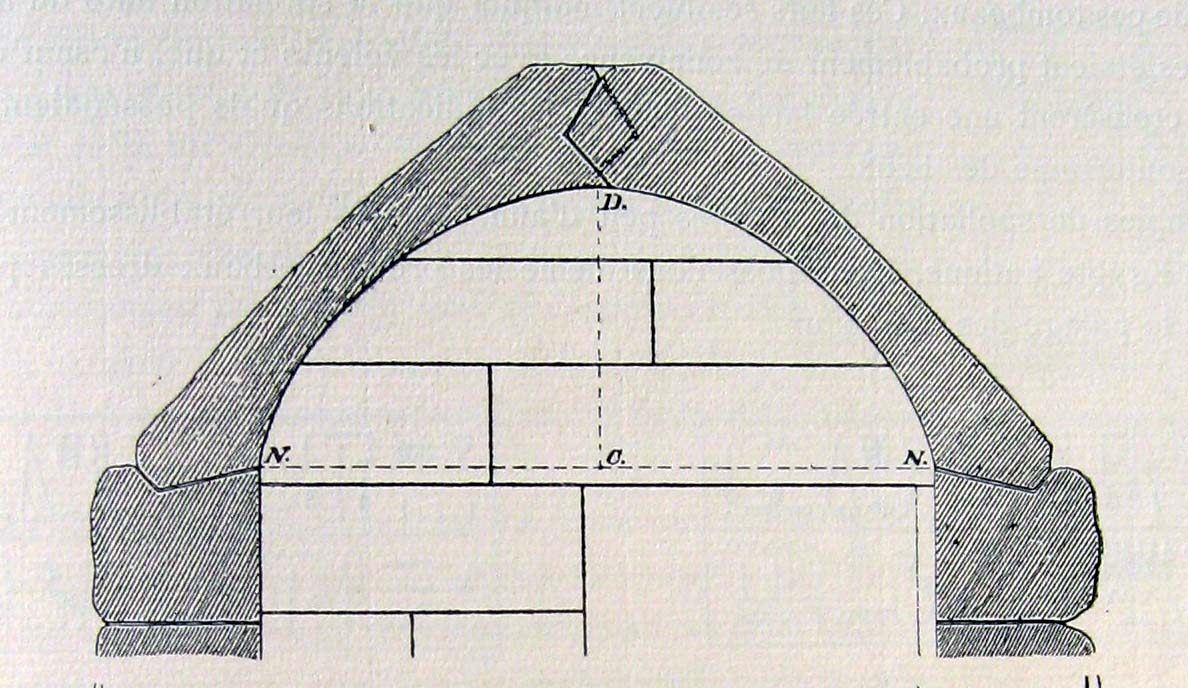
Coupe d'une voûte à intrados curvilignes dans la chambre funéraire de la pyramide de Sésostris III
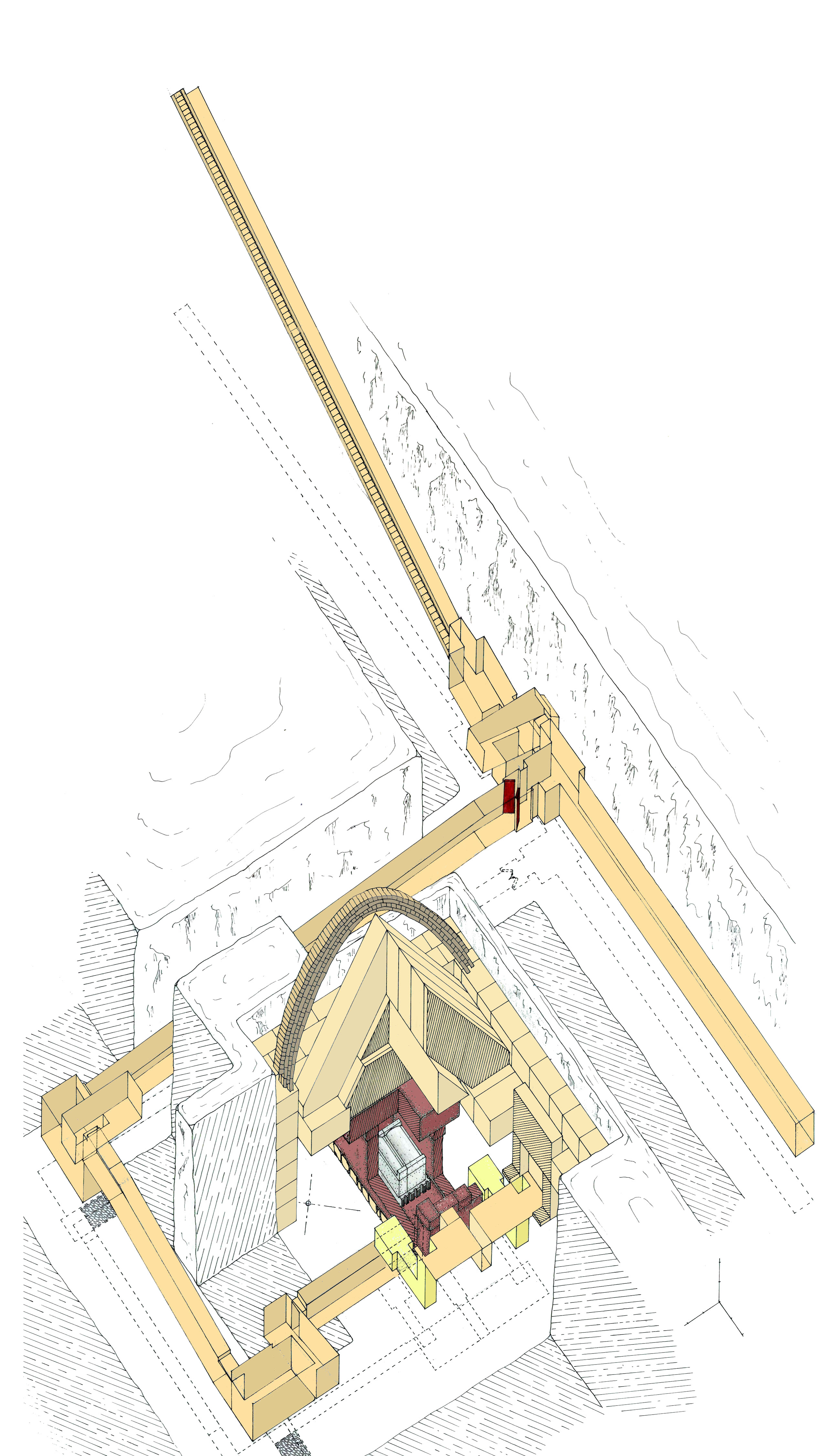
Voûtes en chevrons en A surmontées d'une voûte en berceau en briques à la pyramide de Hawara